# Lago Łańskie
Il lago Łańskie è un lago della Polonia.